# Якоб Багратуні
Якоб Багратуні (вірм. Հակոբ Բագրատունի, рос. Багратуни Яков Герасимович; 25 серпня 1879 — 23 грудня 1943) — вірменський князь і полководець. Він був генерал-майором Російської імперії та Вірменії під час Першої світової війни, а пізніше став послом Вірменії в Англії.

## Біографія

### Раннє життя
Якоб Багратуні народився 25 серпня 1879 року у дворянській родині в Ахалціхе на півдні Грузії (тоді частина Російської імперії). Більша частина населення міста в цей час складали вірмени. Його родина походить від династії Багратуні колишніх царів Вірменії в середньовіччі. У 1898 році закінчив з відзнакою Тифліську гімназію, 1900 року— Київське військове училище, 1907 року — Миколаївську академію Генерального штабу.

## Військова кар'єра
Багратуні служив офіцером у Варшаві і успішно виконав важливе завдання в розвідці у Персії. У 1904 році став лейтенантом і того ж року вступив до Академії Генерального штабу, але на початку 1905 року його навчання було перервано, і його направили на фронт російсько-японської війни. Багратуні командував ротою на 19-му Східно-Сибірському шельфі. 25 лютого 1905 року в бою біля села Пуг був поранений, але продовжував командувати ротою. За бойові заслуги нагороджений орденом Святої Анни 4-го ступеня з написом «За хоробрість» та орденом Святого Станіслава 3-го ступеня з мечами.
26 листопада 1908 року він став капітаном і помічником-ад'ютантом начальника штабу Туркестанського військового округу. Тоді Багратуні очолював 4-й розвідувальний відділ окружного штабу. За словами його біографа академіка Гранта Аветісяна, Багратуні виконував секретні військові дослідження та практичні завдання в Монголії, Тибеті, Кореї, Афганістані та Середній Азії в Бухарі, Кашгарі, Керміше, Кушці, Мерві. Він розкрив змову пантюркських емісарів у Ташкенті та інших містах Туркестану. За це відзначений нагородженням орденом Святої Анни 3-го ступеня та званням підполковника. Також за заслуги емір Бухари відзначив, нагородивши його орденом Золотої Зірки Бухари 3-го ступеня.

### Перша світова війна
На початку Першої світової війни Багратуні був штабним офіцером для виконання завдань у штабі 1-го армійського корпусу Туркестану. У вересні 1914 року відзначився в боях на Західному фронті в районі Луки, за що був нагороджений орденом Святого Станіслава 2 ступеня з мечами та орденом Святого Володимира 4 ступеня з мечами. З жовтня 1914 по січень 1915 тимчасово обіймав посаду начальника штабу 1-го Туркестанського армійського корпусу, а з січня 1915 по листопад 1916 року — начальник штабу 76-ї піхотної дивізії, 2-ї Туркестанської піхотної бригади та 2-ї піхотної туркестанської бригади. 6 грудня 1915 року Багратуні отримав звання полковника, а за заслугу в боях нагороджений орденом Святого Володимира 3-го ступеня з мечами, орденом Святої Анни 2-го ступеня з мечами, орденом Святого Георгія 4-го класу. 22 листопада 1916 року він став командиром 8-го піхотного Туркестанського полку.

### Діяльність у 1917
Після Лютневої революції був одним із прихильників демократичних реформ в армії. У травні 1917 року був обраний делегатом на Всеросійський з'їзд офіцерів у Петрограді, а з червня 1917 року обіймав посаду військового міністра Тимчасового уряду Росії Олександра Керенського, свого шурина. Багратуні став начальником штабу Петроградського військового округу 12 липня 1917 року, а 30 серпня 1917 року отримав звання генерал-майора.
Був одним з організаторів створення вірменських військових частин у російській армії. У серпні 1917 року разом із продовженням служби на посаді начальника штабу військового округу був обраний вірменським військовим комісаром і головою Вірменської військової ради, активно брав участь у формуванні вірменських добровольчих загонів.
Напередодні приходу до влади більшовиків для вжиття заходів проти лояльних Тимчасовому уряду військ штаб Північного фронту наказав направити до Петрограда особливий військовий відділ. Однак командування фронту наказ не виконало. В результаті Багратуні вдалося зібрати лише невелику військову силу. 7 листопада 1917 р. новопризначений очільник Тимчасового уряду Микола Кішкін отримав повноваження навести порядок у місті. Він негайно зняв з посади головнокомандувача Петроградським військовим округом полковника Георгія Полковнікова і замінив його більш енергійним генералом Багратуні. Однак він не зміг переломити негативний розвиток ситуації і невдовзі більшовики захопили окружний штаб. Багратуні подав у відставку і був заарештований більшовиками у Зимовому палаці. Він перебував у фортеці до звільнення 15 грудня 1917 року. Наступного дня він знову обійняв посаду вірменського військового комісара.

### Вірменський генерал і дипломат

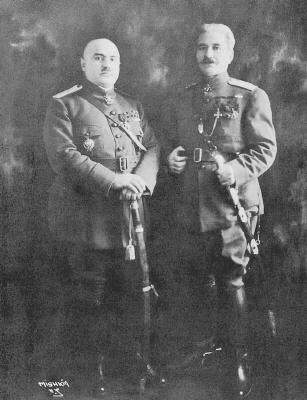
Генерал Якоб Багратуні та генерал Андранік Озанян

Багратуні продовжував працювати над формуванням армійського корпусу та відправкою військ до Вірменії та на Кавказ з кінця 1917 до початку 1918 року. Він прибув до Баку 7 березня 1918 року щоб допомогти Центральнокаспійській диктатурі на чолі зі Степаном Шаумяном. У ніч на 15 березня він пережив замах, коли на нього на вулиці напали троє турецьких агентів, і який призвів до ампутації ноги. Незважаючи на ампутацію, брав участь у боях під час Березневих днів, а влітку — в обороні проти турецько-татарських об'єднаних військ. На початку осені 1918 року він був призначений Центральнокаспійською диктатурою військовим міністром. 15 вересня об 11:00 англійці без попередження вивели свої війська, оголивши цілі ділянки, що призвело до захоплення Баку Ісламською армією Кавказу в битві під Баку. 16 вересня 1918 року Багратуні організував 1500 військових та 8000 біженців і переправився в Персію до порту Анзалі. Того ж дня, коли турки прорвалися в Баку, відбулася різанина тисяч вірмен.
Після повернення британських військ у Баку 18 листопада Багратуні повернувся до Вірменської національної ради. Він також зайнявся обороною в Зангезурі та Нагірному Карабаху на чолі з генералом Андраніком Озаняном.
У 1919 році він був у складі делегації Вірменії на Паризькій мирній конференції як радник. Він був частиною вірменської військової місії в серпні 1919 року, спрямованої на США для переговорів про співпрацю в оборонному секторі. Місія прибула до Нью-Йорка в листопаді 1919 року. Багратуні зустрічався з багатьма американськими політиками та громадськими діячами, виступав на мітингах, наполягав на допомозі Вірменії та офіційному визнанні Республіки Вірменія. 3 січня 1920 року Багратуні зустрівся з держсекретарем США Робертом Лансінгом, з яким підписав меморандум, в якому говорилося, що вірмени за наявності зброї та уніформи самостійно повернуть вірменську територію, залишену туркам за Мудроським перемир'ям. Незважаючи на те, що Вірменія вже створила посольства в кількох країнах, Лансінг пояснив, що влада США не може надавати військову допомогу країнам, які офіційно не визнані.
Після завершення місії в 1920 році повернувся до Франції і був призначений послом Республіки Вірменія у Великій Британії, де залишився у вигнанні. Багратуні помер 23 грудня 1943 року в Корнуоллі. Після похоронної у вірменській церкві в Лондоні 3 січня 1944 року його поховали на кладовищі Бромптон .

## Особисте життя
Багратуні був одружений з Лідією Кудояровою, дочкою чиновника в Ташкенті. Вони одружилися 31 січня 1914 року в Спасо-Преображенському військовому соборі в Ташкенті.